# Mühlhausen (Erlangen-Höchstadt járás)
Mühlhausen település Németországban, azon belül Bajorországban. Lakosainak száma 1858 fő (2023. december 31.).

## Népesség
A település népessége az elmúlt években az alábbi módon változott:
| Lakosok száma | 1191 | 1469 | 1298 | 1373 | 1674 | 1704 | 1699 | 1713 | 1783 | 1858 |
|               | 1875 | 1950 | 1975 | 1987 | 2012 | 2014 | 2016 | 2017 | 2021 | 2023 |